# أورنيثوميمس
الأورنيثوميمس (Ornithomimus) هو جنس من ديناصورات الأورنيثوميموصوريات عاش خلال فترة الطباشيري المتأخر.